# Daktela Magyarország
A Daktela s.r.o. egy globális technológiai vállalat, amely 8 irodával rendelkezik (Daktela Csehország, Daktela Egyesült Királyság, Daktela Lengyelország, Daktela Fülöp-szigetek, Daktela Magyarország, Daktela Románia, Daktela Szlovénia, Daktela Szerbia) és 9 országban van jelen, közel 200 fős szakértői csapattal, több mint 1300 ügyféllel. Saját fejlesztésű megoldásokat kínál a vállalatoknak az ügyfelekkel való kommunikációra, az ügyfélélmény-menedzselésére, valamint a vállalaton belüli kommunikációra. Egyetlen alkalmazásban biztosítja az ügyfelekkel való teljes kommunikációt.

## Szolgáltatások

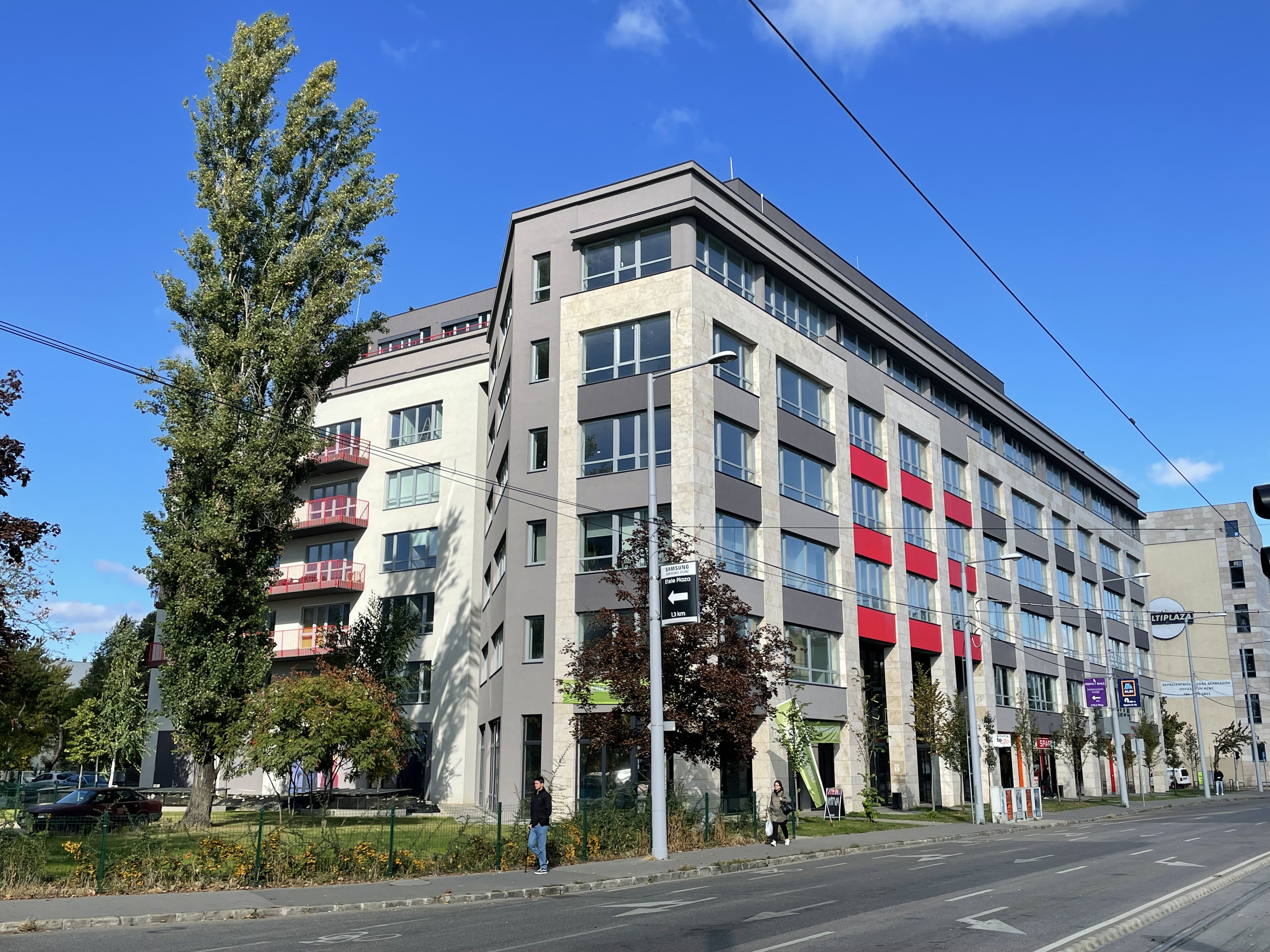
A Daktela Magyarország székhelye

A Daktela fő tevékenységi körébe a személyre szabott ügyfélszolgálat kiépítése, a Call Center szoftver, az omnichannel kommunikációs megoldások biztosítása, virtuális PBX szolgáltatás és a szoftverfejlesztés (chatbot, voice bot, robotizált folyamatautomatizálás) tartoznak. A gyakorlatban az alkalmazások havonta több millió interakciót kezelnek több tízezer felhasználótól.
A Daktela call center szoftver egy átfogó ügyfélszolgálati eszköz azoknak a cégeknek, amelyek maximalizálni kívánják a kapcsolattartást az ügyfelekkel és/vagy felhasználókkal. Rendszerük az összes kommunikációs csatornát egy platformon egyesíti. A telefonhívásokkal, a chat-üzenetekkel, a közösségi médiával és az SMS-ekkel kapcsolatos információkat egyetlen rendszer küldi el, amely figyeli, hogy milyen lépések történtek az ügymenetekben, illetve, milyen előrelépések történtek. Az alkalmazottak tevékenységéről szóló jelentések és statisztikák egy távoli szerverre kerülnek, amely ezeket az adatokat tárolja, és lehetővé teszi azok kezelését bárhonnan, ahol van internet-hozzáférés.
Az omnicsatornás kommunikáció összefüggőbb támogatást nyújt az ügyfeleknek minden csatornán, függetlenül attól, hogy számítógépet, mobiltelefont vagy telefont használnak-e, vagy inkább a személyes érintkezést részesítik előnyben.
Felhő alapú kapcsolati központjuk egy skálázható kommunikációs platform, amely bárhonnan könnyedén kezelhető online. A testreszabható szoftver zökkenőmentesen összekapcsolja az összes kommunikációs csatornát és ügyfél információt más üzleti rendszerek információival az általános ügyfélélmény javítása és személyre szabhatósága érdekében. A Daktela modern felhőalapú eszközei lehetővé teszik mind az ügyfélszolgálat, mind a HR-osztály működésének optimialzálását. Jelentősen csökkentheti a személyzeti és működési költségeket, mivel átlátható áttekintést kaphat vállalat összes folyamatáról.
A virtuális operátorok ügyfélszolgálatba való implementálásával, csökkenthetők a pénzügyi és humán erőforrás költségek, illetve több ügyféligény dolgozható fel ugyanannyi idő alatt.
A Daktela a távközlési szolgáltatások teljes portfólióját kínálja (hangszolgáltatás, SMS, nemzetközi számok), amelyet virtuális irányító- vagy kapcsolattartó központtal együtt vagy teljesen külön-külön is igénybe vehető. Vannak népszerű virtuális telefonszámok is, amelyek teljes híváselőzménnyel és hívásrögzítéssel rendelkeznek.

## Mérföldkövek
- 2003 - A Daktela alapítói, David Hájek és Richard Baar üzembe helyezi az első államközi cseh-amerikai VoIP kapcsolatot két Asterisk központ között.
- 2005 - Megalapítják a Daktelát, amely a digitális switchboardok és a rossz minőségű internet korszakában a VoIP technológia úttörőjévé válik. A következő években a Daktela megerősíti pozícióját a központi piacon.
- 2009 - Az alapítók a fejlesztések terén a call center piacra összpontosítanak. Ekkor a Daktela már vezető szerepet tölt be az omnichannel kapcsolattartó központok területén, és fokozatosan nő ügyfélköre Csehországon kívül is.
- 2018 - A Daktela új irodát nyit az Egyesült Királyságban, majd ezt követően Lengyelországban. A Daktela már globális vállalat, megoldásait Európa-szerte és a világ távolabbi országaiban is alkalmazzák a cégek, vietnámi, mexikói és közel-keleti ügyfelei is vannak.
- 2020 - A Covid-19 világjárvány a világgal együtt a Daktelát is megváltoztatatta. A COVID19CZ kezdeményezés részeként a Daktela kommunikációs szoftvere a Cseh Köztársaság nyomkövetési kapcsolattartó központjának alapvető építő elemévé vált. Ugyanebben az évben a Daktela irodát nyit a Fülöp-szigeteken is, ahol a világ egyik legnagyobb call center piaca található.
- 2021 - A Daktela újabb európai fiókot nyit, ezúttal Magyarországon. Ekkor már az IT, a nanotechnológia és különösen az e-kereskedelem piacán kínál átfogó megoldásokat a call centerek üzemeltetői számára, legyen szó virtuális switchboardról vagy kapcsolattartó központról.
- 2021 - A Sandberg Capital[2] szlovák magántőkealap 150 millió eurót fektetett be a Daktelába azzal a céllal, hogy hosszú távon támogassa a cég közép-európai terjeszkedési törekvéseit, illetve erősítse az adott országokban lévő jelenlét megszilárdítását.
- 2022 - A Daktela fióktelepeket nyitott Romániában és Szlovéniában, valamint kulcsfontosságú termékbeszerzést hajtott végre.
- 2022 – A Daktela kulcsfontosságú termékbeszerzést hajt végre, és felállítja önálló AI-divizióját. Többségi részesedést vásárol a cseh piacon vezető szerepet betöltő Coworkers.ai cégben, amely saját fejlesztésű intelligens chatbotokat és voicebotokat kínál a Natural Language Processing technológiára alapozva.
- 2023 – A Daktela megszerzi a tekintélyes ISO 9001 és 27001 tanúsítványt az Alcumus ISOQAR-tól, UKAS akkreditációval. Az ISO 9001 egy nemzetközileg elismert minőségirányítási, az ISO 27001 pedig egy információbiztonsági irányítási szabvány, amely megerősíti, hogy a Daktela szigorú intézkedéseket tesz ügyfelei érzékeny adatainak és információinak védelme érdekében.
- 2023 - A Daktela új mesterséges intelligenciával ellátott termékekkel bővíti portfolióját, és az elsők között építi be a Chat GPT funkcióit szoftverébe. A Daktela AI Agent intelligens chatbotokat, hangrobotokat, mailbotokat és RBM-robotokat kínál. A Daktela Workforce Management a call center és a műszakok működésének irányítását segíti. Az új funkciók közé tartozik a BigQuery integráción alapuló Daktela Intelligence elemző eszköz és az Automated Machine Detection (AMD) is, mely az aktív call center kampányokat támogatja.
- 2023 – A Daktela s.r.o. megszerzi az 1000. ügyfelét, a Daktela Magyarország pedig már közel 70 ügyfelet tudhat magáénak.
- 2024 - A Daktela magyarországi leányvállalata újabb jelentős növekedést ért el, közel 100 ügyfélre bővítve ügyfélkörét. A vállalat teljes körű AI-alapú ügyfélszolgálati portfóliót alakított ki, amely magában foglalja az AI Agents (chatbot, voicebot, mailbot, RBM bot), az AI Copilot (operátori támogató rendszer fordítással és szövegoptimalizálással), valamint az AI Power Pack (interakcióelemzés, automatizált minőségbiztosítás és intelligens e-mail kategorizálás) megoldásokat. A Daktela ezzel a közép-európai régió egyik legátfogóbb AI-alapú contact center megoldását kínálja ügyfeleinek.

## Elismerések
A Daktela a G2 a szoftver- és szolgáltatás értékelés megbízható platformja - a Summer 2023 Grid® Report című jelentésében High Performer minősítést kapott 2023 júliusában. A G2 Grid jelentése az átfogó elemzés és insightok miatt váltak népszerűvé a szoftverek iparágában, melyek segítségével a vállalkozások könnyebben hozhatnak tájékozott döntéseket a különböző megoldásokkal kapcsolatban. A High Performer minősítés tovább erősíti a Daktela elkötelezettségét affelé, hogy kivételes termékeket és szolgáltatásokat nyújtson ügyfelei számára.

## Társadalmi szerepvállalás
A Daktela küldetése, hogy emberközpontúvá tegye a kommunikációt a vállalatok és ügyfeleik között, valamint a vállalatokon belül, és ezáltal valódi kapcsolatot és bizalmat teremtsen. 
2023 telén a Daktela a karácsonyi ajándékokra szánt vállalati büdzsét a Bethesda Gyermekkórház támogatására ajánlotta fel.